# Oberndorf (Wetter)
Oberndorf ist der nach Einwohnerzahl kleinste Ortsteil von Wetter im mittelhessischen Landkreis Marburg-Biedenkopf. Es ist eine bäuerliche Siedlung, die im Wiesengrund an den Hängen des Wollenbergs gelegen ist.

## Geschichte

### Ortsgeschichte
Der älteste erhalten gebliebene urkundliche Nachweis belegt den Ort Amenowa erstmals um das Jahr 1130. Mit den um 1130 genannten Orten Amenowa und Amenowa sind Ober-Amönau, heute Oberndorf, und Nieder-Amönau, heute Amönau, gemeint.
Zum 31. Dezember 1971 wurde die bis dahin selbständige Gemeinde Oberndorf im Zuge der Gebietsreform in Hessen auf freiwilliger Basis in die Stadt Wetter (Hessen-Nassau) (damaliger Name der Stadt) eingegliedert.
Für den Ortsteil Oberndorf, wie für alle Ortsteile von Wetter, wurde ein Ortsbezirk eingerichtet.

### Verwaltungsgeschichte im Überblick
Die folgende Liste zeigt die Staaten und Verwaltungseinheiten, denen Oberndorf angehört(e):
- vor 1567: Heiliges Römisches Reich, Landgrafschaft Hessen, Amt Wetter[7]
- ab 1567: Heiliges Römisches Reich, Landgrafschaft Hessen-Marburg, Amt Wetter[8]
- 1604–1648: Heiliges Römisches Reich, strittig zwischen Landgrafschaft Hessen-Darmstadt und Landgrafschaft Hessen-Kassel (Hessenkrieg), Amt Wetter
- ab 1648: Heiliges Römisches Reich, Landgrafschaft Hessen-Kassel, Amt Wetter
- ab 1806: Landgrafschaft Hessen-Kassel, Amt Wetter
- 1807–1813: Königreich Westphalen, Departement der Werra, Distrikt Marburg, Kanton Wetter
- ab 1815: Kurfürstentum Hessen, Amt Wetter[9]
- ab 1821: Kurfürstentum Hessen, Provinz Oberhessen, Kreis Marburg[10][Anm. 2]
- ab 1848: Kurfürstentum Hessen, Bezirk Marburg
- ab 1851: Kurfürstentum Hessen, Provinz Oberhessen, Kreis Marburg
- ab 1867: Königreich Preußen, Provinz Hessen-Nassau, Regierungsbezirk Kassel, Kreis Marburg
- ab 1871: Deutsches Reich, Königreich Preußen, Provinz Hessen-Nassau, Regierungsbezirk Kassel, Kreis Marburg
- ab 1918: Deutsches Reich, Freistaat Preußen, Provinz Hessen-Nassau, Regierungsbezirk Kassel, Kreis Marburg
- ab 1944: Deutsches Reich, Freistaat Preußen, Provinz Kurhessen, Landkreis Marburg
- ab 1945: Amerikanische Besatzungszone, Groß-Hessen, Regierungsbezirk Kassel, Landkreis Marburg
- ab 1946: Amerikanische Besatzungszone, Hessen, Regierungsbezirk Kassel, Landkreis Marburg
- ab 1949: Bundesrepublik Deutschland, Hessen, Regierungsbezirk Kassel, Landkreis Marburg
- ab 1972: Bundesrepublik Deutschland, Hessen, Regierungsbezirk Kassel, Landkreis Marburg, Stadt Wetter (Hessen)[Anm. 3]
- ab 1974: Bundesrepublik Deutschland, Hessen, Regierungsbezirk Kassel, Landkreis Marburg-Biedenkopf, Stadt Wetter (Hessen)
- ab 1981: Bundesrepublik Deutschland, Hessen, Regierungsbezirk Gießen, Landkreis Marburg-Biedenkopf, Stadt Wetter (Hessen)

### Gerichte seit 1821
Mit Edikt vom 29. Juni 1821 wurden in Kurhessen Verwaltung und Justiz endgültig getrennt. Der Kreis Marburg war für die Verwaltung und das Justizamt Wetter war als Gericht in erster Instanz für Oberndorf zuständig. Nach der Annexion Kurhessens durch Preußen 1866 erfolgte am 1. September 1867 die Umbenennung des bisherigen Justizamtes in Amtsgericht Wetter. Auch mit dem Inkrafttreten des Gerichtsverfassungsgesetzes (GVG) 1877 blieb das Amtsgericht bestehen. 1943 wurde das Amtsgericht Zweigstelle des Amtsgerichts Marburg und 1946 wurde auch die Zweigstelle geschlossen. Der Bezirk des Amtsgerichts Wetter ging im Bezirk des Amtsgerichts Marburg auf.

## Bevölkerung

### Einwohnerstruktur 2011
Nach den Erhebungen des Zensus 2011 lebten am Stichtag dem 9. Mai 2011 in Oberndorf 147 Einwohner. Darunter waren keine Ausländer.
Nach dem Lebensalter waren 27 Einwohner unter 18 Jahren, 57 zwischen 18 und 49, 78 zwischen 50 und 64 und 60 Einwohner waren älter. Die Einwohner lebten in 57 Haushalten. Davon waren 12 Singlehaushalte, 18 Paare ohne Kinder und 21 Paare mit Kindern, sowie 3 Alleinerziehende und keine Wohngemeinschaften. In 12 Haushalten lebten ausschließlich Senioren und in 36 Haushaltungen leben keine Senioren.

### Einwohnerentwicklung
| Quelle: | Historisches Ortslexikon                                                 |
| • 1502: | 4 Männer                                                                 |
| • 1577: | 14 Hausgesesse                                                           |
| • 1580: | 4 Ackerleute, 6 Einläuftige, 6 auswärtige Grundbesitzer.                 |
| • 1630: | 9 Hausgesesse. (3 zweispännige, 3 einspännige Ackerleute, 3 Einläuftige) |
| • 1681: | 6 hausgesessene Mannschaften                                             |
| • 1820: | 21 Häuser, 146 Einwohner                                                 |
| • 1838: | 153 Einwohner (Familien: 25 nutzungsberechtigte Ortsbürger)              |

| Oberndorf: Einwohnerzahlen von 1744 bis 2020 | Oberndorf: Einwohnerzahlen von 1744 bis 2020 | Oberndorf: Einwohnerzahlen von 1744 bis 2020 | Oberndorf: Einwohnerzahlen von 1744 bis 2020 | Oberndorf: Einwohnerzahlen von 1744 bis 2020 |
| --- | -------------------------------------------- | -------------------------------------------- | -------------------------------------------- | -------------------------------------------- |
| Jahr |                                              |                                              |                                              | Einwohner                                    |
| 1744 | 1744                                         |                                              | 90                                           | 90                                           |
| 1800 | 1800                                         |                                              | ?                                            | ?                                            |
| 1820 | 1820                                         |                                              | 146                                          | 146                                          |
| 1834 | 1834                                         |                                              | 158                                          | 158                                          |
| 1840 | 1840                                         |                                              | 150                                          | 150                                          |
| 1846 | 1846                                         |                                              | 161                                          | 161                                          |
| 1852 | 1852                                         |                                              | 158                                          | 158                                          |
| 1858 | 1858                                         |                                              | 161                                          | 161                                          |
| 1864 | 1864                                         |                                              | 162                                          | 162                                          |
| 1871 | 1871                                         |                                              | 147                                          | 147                                          |
| 1875 | 1875                                         |                                              | 144                                          | 144                                          |
| 1885 | 1885                                         |                                              | 142                                          | 142                                          |
| 1895 | 1895                                         |                                              | 153                                          | 153                                          |
| 1905 | 1905                                         |                                              | 129                                          | 129                                          |
| 1910 | 1910                                         |                                              | 129                                          | 129                                          |
| 1925 | 1925                                         |                                              | 123                                          | 123                                          |
| 1939 | 1939                                         |                                              | 136                                          | 136                                          |
| 1946 | 1946                                         |                                              | 173                                          | 173                                          |
| 1950 | 1950                                         |                                              | 178                                          | 178                                          |
| 1956 | 1956                                         |                                              | 159                                          | 159                                          |
| 1961 | 1961                                         |                                              | 160                                          | 160                                          |
| 1967 | 1967                                         |                                              | 158                                          | 158                                          |
| 1976 | 1976                                         |                                              | 149                                          | 149                                          |
| 1985 | 1985                                         |                                              | ?                                            | ?                                            |
| 1995 | 1995                                         |                                              | 150                                          | 150                                          |
| 2005 | 2005                                         |                                              | ?                                            | ?                                            |
| 2011 | 2011                                         |                                              | 147                                          | 147                                          |
| 2015 | 2015                                         |                                              | 147                                          | 147                                          |
| 2020 | 2020                                         |                                              | 138                                          | 138                                          |
| Datenquelle: Historisches Gemeindeverzeichnis für Hessen: Die Bevölkerung der Gemeinden 1834 bis 1967. Wiesbaden: Hessisches Statistisches Landesamt, 1968. Weitere Quellen: LAGIS; Städteatlas Hessen; Stadt Wetter; Zensus 2011 |                                              |                                              |                                              |                                              |

### Historische Religionszugehörigkeit
| Quelle: | Historisches Ortslexikon                                                 |
| • 1830: | 545 evangelische Einwohner                                               |
| • 1861: | alle Einwohner evangelisch-lutherisch                                    |
| • 1885: | 142 evangelische (= 100 %) Einwohner                                     |
| • 1961: | 152 evangelische (= 95,00 %), 7 römisch-katholische (= 4,38 %) Einwohner |

### Historische Erwerbstätigkeit
| Quelle: | Historisches Ortslexikon |
| • 1744: | Familien: 14 Ackerleute, ein Leineweber, ein Wagner, ein Schmied.                                                                 |
| • 1838: | Familien: 21 Ackerbau, drei Gewerbe, ein Tagelöhner.                                                                              |
| • 1961: | Erwerbspersonen: 63 Land- und Forstwirtschaft, 15 Produzierendes Gewerbe, 6 Handel und Verkehr, 5 Dienstleistungen und Sonstiges. |

## Politik
Für Oberndorf besteht ein Ortsbezirk (Gebiete der ehemaligen Gemeinde Oberndorf) mit Ortsbeirat und Ortsvorsteher nach der Hessischen Gemeindeordnung. Der Ortsbeirat für den Ortsbezirk Wetter besteht aus drei Mitgliedern. Die Wahlbeteiligung zur Wahl des Ortsbeirats bei der Kommunalwahl 2021 betrug 67,39 %. Alle Kandidaten gehörten der „Bürgerliste“ an. Der Ortsbeirat wählte Markus Freiling zum Ortsvorsteher.

## Infrastruktur
- In Oberndorf gibt es einige Ferienwohnungen und eine Mosterei.
- Eine Besonderheit ist die ortseigene Freiwillige Feuerwehr, die sowohl für den Ort selbst als auch für die umliegenden Orte einen wichtigen Faktor des Schutzes bei Gefahren darstellt.